# 斯维尔莫島
斯维尔莫島是丹麦南菲英群岛的一个无人岛，位于南菲英群岛西南部、菲因島和阿沃納克島之間。島嶼占地面積約0.27平方公里 ，島嶼自2005年以來無人居住。